# Impresionismus (literatura)
Impresionismus v literatuře je jedním z proudů modernismu. Primární uměleckou strategií impresionistických literárních děl je vyvolání smyslového dojmu. Nejčastěji jde o lyrickou poezii, existují však také impresionistické prózy. Jejich děj je podřízen snaze o zachycení nálady či atmosféry, plynoucího a pulzujícího života. Díla literárního impresionismu vznikala především na sklonku 19. století a v prvních letech 20. století a ideově vycházela z výtvarného impresionismu. Významnou roli však hrála také impresionistická hudba, všechny tři umělecké druhy měly k sobě svými východisky blízko a čerpaly jeden z druhého. Mallarmého báseň Faunovo odpoledne (1876), doplněná ilustracemi Édouarda Maneta, se například stala inspirací pro Debussyho symfonickou báseň Předehra k faunovu odpoledni (1894).
Mnozí tvůrci impresionistických literárních děl byli zároveň výraznými básníky dekadence a symbolismu a rozlišení mezi jednotlivými směry může být u jejich tvorby obtížné. Symbolistní básně však naznačují přítomnost významu, byť nejasného či mnohoznačného, zatímco impresionistické básně se pokoušejí být abstraktními symfoniemi nálad, bez skrytých významových rovin. Impresionistické literární texty bývají často zaměřeny na všechny lidské smysly, primárně na zrak a sluch, ale často oslovují také čich, chuť nebo hmat. Důraz je kladen na osobu vnímajícího mluvčího.

## Impresionismus v národních literaturách

### Česko
Z českých impresionistických básníků získal největší úspěch Antonín Sova, zejména sbírkami Květy intimních nálad (1891), Z mého kraje (1893) a Soucit i vzdor (1894). Z dalších básnických impresionistů lze jmenovat ještě Antonína Klášterského, Karla Červinku a Františka Xavera Svobody. Impresionistické prvky a postupy se objevují též u Karla Hlaváčka. K impresionismu bývají řazeny také rané básně Fráni Šrámka, zejména sbírka Splav (1916).
V próze mají výrazné impresionistické prvky romány Viléma Mrštíka: Pohádka máje ve své první, časopisecké verzi (1892) a Santa Lucia (1893). K impresionismu lze rovněž počítat romány Potulný národ (1912) Františka Gellnera a Náměstí republiky (1914). Marie Majerové. Impresionistické prózy často vytvářeli básníci: Antonín Sova napsal Ivův román (1902), Fráňa Šrámek prózy Sláva života (1903), Osika (1912) a zejména slavný román Stříbrný vítr v jeho definitivní podobě (1920), Jiří Mahen je autorem Kamarádů svobody (1909) a Díže (1911). K autorům impresionistických próz se řadí také Jan Opolský nebo Rudolf Těsnohlídek. V prózách Růženy Svobodové a Jiřího Karáska ze Lvovic se impresionistické postupy mísí se secesními a novoromantickými motivy. Ve svých raných textech psal impresionisticky František Skácelík a impresionistické prózy tvoří rovněž vedlejší složku v díle Viktora Dyka, Františka Xavera Šaldy a romány Evy Jurčinové. Mezi teoretiky tohoto způsobu psaní patřili Karel Sezima a Josef Matějka.
Impresionismus se projevil také v českém dramatu, zejména u lyrických her Jaroslava Kvapila jako Princezna Pampeliška (1897) nebo Oblaka (1903) či dramat Fráni Šrámka jako Červen (1905), Léto (1915) a Měsíc nad řekou (1922).

### Francie
Francouzská impresionistická poezie je spojena především se jménem Paula Verlaina, jehož zpěvné či hudební verše, publikované především ve sbírce Saturnské básně (1866), se pokoušejí o zachycení skutečnosti pomocí prchavých dojmů, především muzikální povahy. Ze sbírky bývá nejčastěji překládána a citována báseň „Podzimní píseň“, která atmosféru podzimu evokuje právě zvukovými kvalitami. Jako významní básníci užívající impresionistických postupů jsou uvádění také Arthur Rimbaud nebo Stéphane Mallarmé.
Mezi francouzskými prozaiky je možné impresionistické strategie spatřovat u Marcela Prousta v jeho Hledání ztraceného času (1913–1927). Někteří badatelé nalézají impresionistické prvky také u Edmonda de Goncourt a Julese de Goncourt, zejména v jejich naturalistické Germinii Lacerteuxové (1865). Sami bratři Goncourtové se přitom vůči impresionismu vymezovali a odsuzovali náčrty a skvrny impresionistického umění.